# Angela Perez Baraquio
Angela Perez Baraquio Grey (Honolulu, 1º giugno 1975) è una modella e attivista statunitense, incoronata Miss America 2001 il 14 ottobre 2000 ad Atlantic City, diventando la prima Miss America di origini asiatiche e la prima insegnante a vincere il titolo. Partecipava al concorso in qualità di Miss Hawaii 2000.

## Biografia
Angela Perez Baraquio proviene da una numerose famiglia hawaiana, ed è l'ottava di dieci figli, nati da una copia di immigrati provenienti da Pangasinan, nelle Filippine. Politicamente conservatrice e cattolica, Perez Baraquio è stata pubblicamente attiva in favore di vari politici repubblicani e si è espressa contro l'aborto.
Dal 2004 conduce uno show televisivo sulla televisione hawaiana intitolato Living Local with the Baraquios. Ha inoltre aiutato la conduzione di Miss America 2002 ed è apparsa nella trasmissione di MTV Pageant School: Becoming Miss America e nel talk show Hannity, in onda su Fox News Channel.
Dal 2002 è sposata con Tinifuloa Grey, dal quale ha avuto due figli. Insieme al marito ha fondato una compagnia teatrale, la Isle Entertainment, che basa i propri spettacoli sulla cultura polinesiana.
Nel 2006 l'allora Presidente George W. Bush le affidò un incarico come ambasciatrice del President's Council on Service and Civic Participation, che la Baraquio mantenne fino al 2008.